# 八幡山 (世田谷区)
八幡山（はちまんやま）は、東京都世田谷区の町名。現行行政地名は八幡山一丁目から八幡山三丁目。住居表示実施済区域。

## 地理
東京都世田谷区の北部に位置し、東側に上北沢、西側に粕谷・南烏山、南側に船橋・南西側に千歳台、にそれぞれ隣接し、北側は杉並区上高井戸に隣接する。町域中心から北側の三丁目は都営八幡山アパートを中心に共同住宅が多く立地しており、その周囲に沿って小規模の戸建住宅が密集するように地域を形成する。また、京王線八幡山駅周辺に小規模な商店街が形成され、町域内の商業施設の多くは三丁目に集中している。対して南東側の一丁目は比較的幅広に整備された道路に沿って開発された小中規模の住宅街を中心に形成されており、この地域には小規模の公園、生産緑地等も点在する。南西側の二丁目は町域の多くで大学グラウンド・体育館や千歳清掃工場が面積を占めており、住宅等の数は少なめである。どちらかというと駅近で人口密度の高い三丁目エリアと、公園・緑地等も多く人口密度の低めな一・二丁目エリアとで異なる街の雰囲気が見られる。
なお、町域の全域が「世田谷西部地域上北沢・桜上水・八幡山地区地区計画」に、八幡山二丁目および三丁目地域が「環状八号線粕谷・南烏山・八幡山地区街づくり計画」に指定されているほか、都営八幡山アパートの建て替え計画に沿って、八幡山三丁目地域は地区計画案を策定中である。さらに、八幡山一丁目および二丁目地域は、世田谷北部土地区画整理事業を施行すべき区域に指定されている。

### 地価
住宅地の地価は、2024年（令和6年）7月1日の地価調査によれば、八幡山3-29-8の地点で55万3000円/m2となっている。

## 歴史
中世には鍛冶山と呼ばれた。1553年（天文22年）吉良頼康から大平清九郎に「かち山」が与えられた文書が残る。
江戸時代には当初は天領だったが、1633年（寛永10年）に彦根藩井伊氏領となった。村南部は藩の御林となり、薪炭が採取された。八幡山遺跡からは江戸時代初期の炭焼窯跡が発掘されている。慶安年間、船橋村より移住した島田五兵衛が当地を開拓し、八幡山村が成立した。
1889年（明治22年）、北多摩郡千歳村の大字となる。1936年（昭和11年）より世田谷区八幡山町。1970年（昭和45年）、住居表示により八幡山一〜三丁目が成立した。

### 地名の由来
村内にあった八幡神社が由来といわれるが、定かではない。一般的には一丁目の八幡社が由来の神社とされている。

## 世帯数と人口
2025年（令和7年）1月1日現在（世田谷区発表）の世帯数と人口は以下の通りである。
| 丁目         | 世帯数    | 人口    |
| ------------ | --------- | ------- |
| 八幡山一丁目 | 1,440世帯 | 2,841人 |
| 八幡山二丁目 | 716世帯   | 1,454人 |
| 八幡山三丁目 | 2,124世帯 | 3,371人 |
| 計           | 4,280世帯 | 7,666人 |

### 人口の変遷
国勢調査による人口の推移。
| 年                 | 人口  |
| ------------------ | ----- |
| 1995年（平成7年）  | 8,802 |
| 2000年（平成12年） | 8,779 |
| 2005年（平成17年） | 8,907 |
| 2010年（平成22年） | 8,932 |
| 2015年（平成27年） | 8,871 |
| 2020年（令和2年）  | 8,743 |

### 世帯数の変遷
国勢調査による世帯数の推移。
| 年                 | 世帯数 |
| ------------------ | ------ |
| 1995年（平成7年）  | 3,950  |
| 2000年（平成12年） | 4,145  |
| 2005年（平成17年） | 4,301  |
| 2010年（平成22年） | 4,299  |
| 2015年（平成27年） | 4,309  |
| 2020年（令和2年）  | 4,319  |

## 学区
区立小・中学校に通う場合、学区は以下の通りとなる。
| 丁目         | 番地                                                                          | 小学校                 | 中学校               |
| ------------ | ----------------------------------------------------------------------------- | ---------------------- | -------------------- |
| 八幡山一丁目 | 全域                                                                          | 世田谷区立八幡山小学校 | 世田谷区立緑丘中学校 |
| 八幡山二丁目 | 1～8番、11～17番                                                              | 世田谷区立八幡山小学校 | 世田谷区立緑丘中学校 |
| 八幡山二丁目 | 9〜10番、18〜25番                                                             | 世田谷区立芦花小学校   | 世田谷区立芦花中学校 |
| 八幡山三丁目 | 16番5～15号 17～21番 22番5～11・28号 36～40番                                 | 世田谷区立芦花小学校   | 世田谷区立芦花中学校 |
| 八幡山三丁目 | 1〜15番 16番1〜4号・16号〜最終号 22番1〜4・12〜27号 22番29号〜最終号 23〜35番 | 世田谷区立八幡山小学校 | 世田谷区立芦花中学校 |

## 交通

### 鉄道
| 隣接する街区の駅                           | バス移動により利用可能な駅                                                                      |
| ------------------------------------------ | ----------------------------------------------------------------------------------------------- |
| 京王線 - 上北沢駅(KO 09) - 八幡山駅(KO 10) | 京王線 - 千歳烏山駅(KO 12) 小田急小田原線 - 梅ヶ丘駅(OH 09) - 千歳船橋駅(OH 11) - 経堂駅(OH 12) |

- エイトライナー ｰｰｰ 同地区を対象とした路線構想

当地域自体には鉄道駅は存在しておらず、京王線八幡山駅（杉並区上高井戸一丁目に所在する）および上北沢駅が最寄駅となる。
また、八幡山駅からは小田急バスおよび京王バスによって小田急線経堂駅方面に、千歳烏山駅方面に京王バスによる路線バスがそれぞれ運行している他、町域南端では小田急バスによる小田急線経堂駅、千歳船橋駅、梅ヶ丘駅方面への路線バスが利用できる。

### 道路交通
西側を東京都道311号環状八号線、東側を赤堤通り、南側に東京都道118号調布経堂停車場線があり、また赤堤通りを経由して国道20号も利用できるため幹線道路からの当地域へは概ね良好なアクセス状況といえる。一方で、他の世田谷区エリア同様、町域内（特に三丁目付近）は狭隘道路が多く残っており道路事情が良好とはいえない。南北方向および東西方向に都市計画道路補助第215号線および同第54号線（前述の都道118号線の延長）の一部が通過しており、これらの都市計画道路の数少ない既成区間を構成している。

## 事業所
2021年（令和3年）現在の経済センサス調査による事業所数と従業員数は以下の通りである。
| 丁目         | 事業所数  | 従業員数 |
| ------------ | --------- | -------- |
| 八幡山一丁目 | 49事業所  | 497人    |
| 八幡山二丁目 | 50事業所  | 861人    |
| 八幡山三丁目 | 115事業所 | 813人    |
| 計           | 214事業所 | 2,171人  |

### 事業者数の変遷
経済センサスによる事業所数の推移。
| 年                 | 事業者数 |
| ------------------ | -------- |
| 2016年（平成28年） | 227      |
| 2021年（令和3年）  | 214      |

### 従業員数の変遷
経済センサスによる従業員数の推移。
| 年                 | 従業員数 |
| ------------------ | -------- |
| 2016年（平成28年） | 2,017    |
| 2021年（令和3年）  | 2,171    |

## 一般施設

### スーパーマーケット・コンビニエンスストア・ホームセンター
- コーナンPRO八幡山店:ドン・キホーテ環八世田谷店
- ローソン八幡山三丁目店
- ファミリーマート環八八幡山店、まるいし八幡山店
- デイリーヤマザキ八幡山二丁目店

その他スーパーマーケット等は、東京都道118号調布経堂停車場線を挟んだ南側（所在住所は船橋となる）のサミットストア世田谷船橋店、八幡山駅周辺（いずれも所在住所は上高井戸または上北沢となる）の京王リトナード八幡山（京王ストア八幡山店）、まいばすけっと八幡山駅前店、オオゼキ八幡山店等が利用できる。

### 飲食施設
- ジョナサン世田谷八幡山店
- サイゼリヤ芦花公園店
- 藍屋世田谷八幡山店
- ガスト世田谷八幡山店
- マクドナルド環八八幡山店
- スターバックスコーヒー芦花公園店（所在住所は南烏山）

大型の飲食施設はいずれもドライバー需要をメインとしており、環八通り沿いに立地が集中している。

## 公共・文化施設
- 八幡山駅前郵便局
- 世田谷八幡山郵便局

### 教育・体育施設

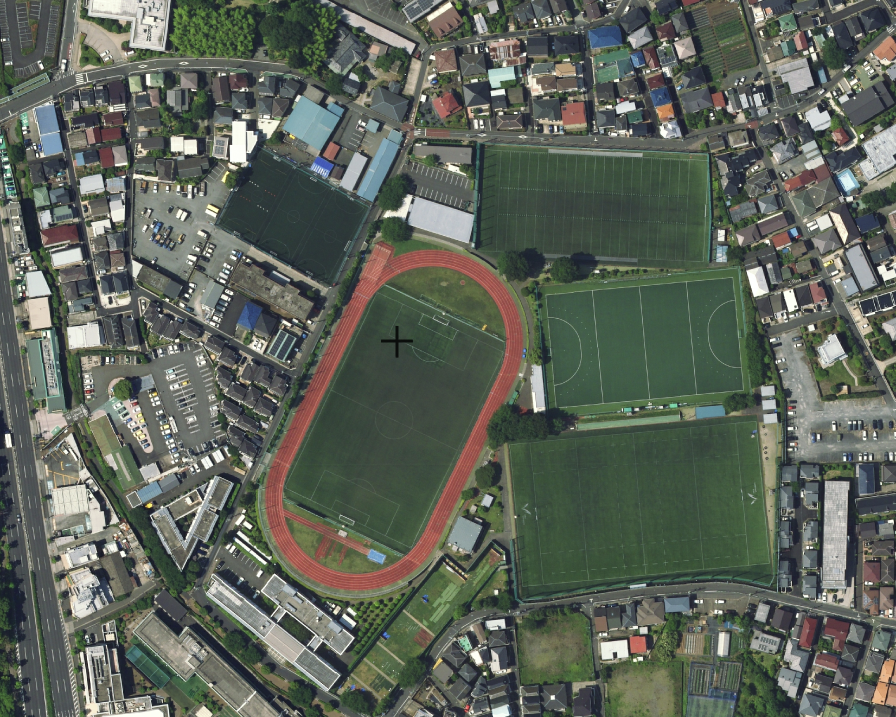
明大八幡山グラウンド

- 世田谷区立八幡山幼稚園
- 世田谷区立八幡山保育園
- 世田谷区立南八幡山保育園
- 世田谷区立八幡山小学校
（八幡山小地域体育館）
- 明治大学八幡山グラウンド
明大ラグビー部、明大サッカー部などの練習拠点
（東京都日野市への移転計画があったが中止となった）
- 日本大学八幡山総合体育館、八幡山学生寮
日大陸上競技部などの練習拠点

当地域に隣接する教育・体育施設としては、東京都道118号調布経堂停車場線を挟んだ船橋七丁目に千歳温水プールがある。

### 福祉施設
- 社会福祉法人夢のみずうみ村
- 動物愛護相談センター

### その他文化施設

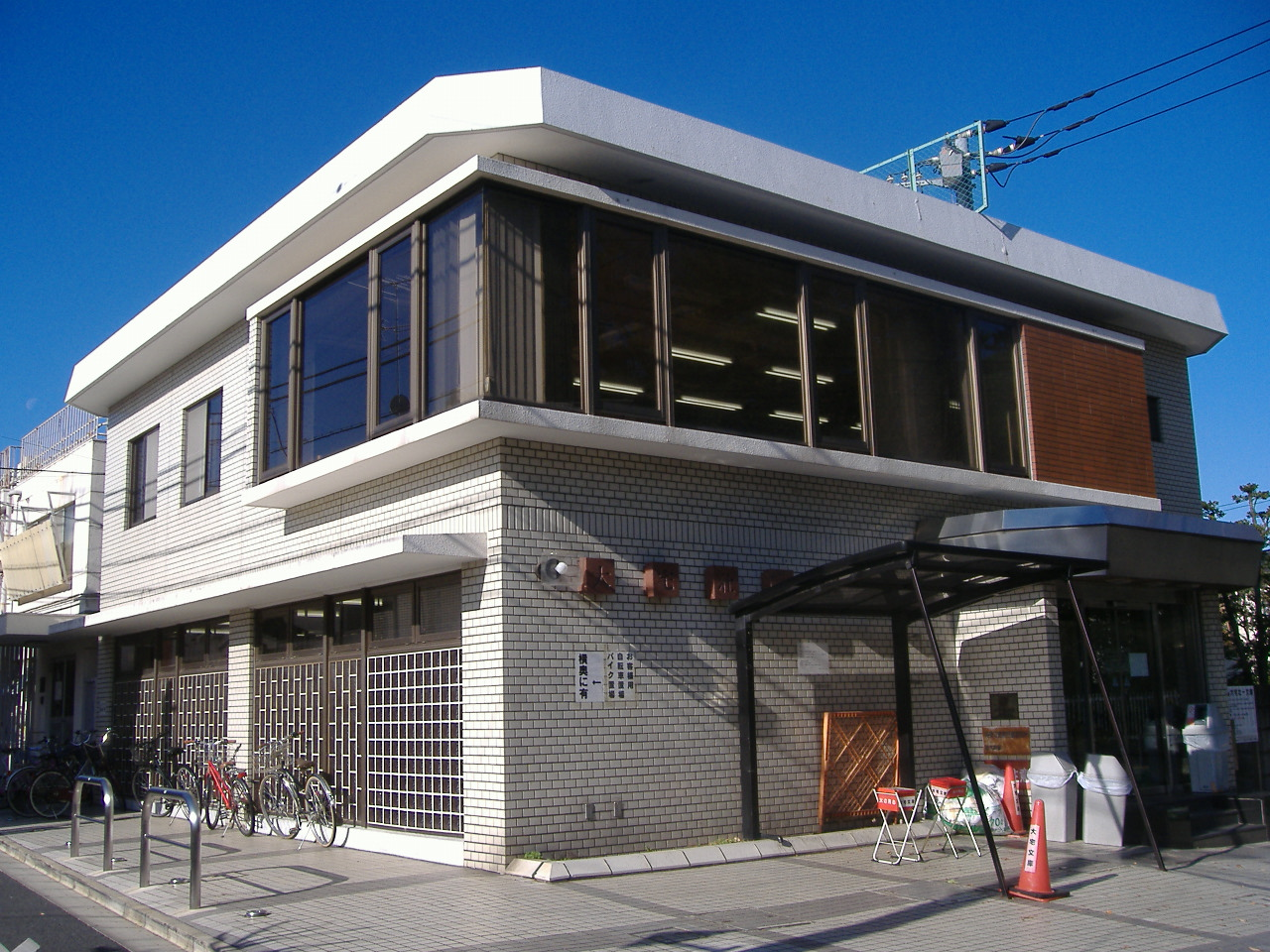
大宅壮一文庫世田谷本館

- 大宅壮一文庫世田谷本館

### その他公共施設
- 千歳清掃工場

なお、入口最寄が八幡山駅となるため、古くより東京都立松沢病院の所在地として当地域が取り上げられることがあるが、同施設の所在住所は赤堤通りを挟んで上北沢二丁目となる。

### 公園・緑地
- 八幡山公園
- 八幡山西公園
- 八幡山やまぶき公園
- 八幡山三丁目公園
- 山下こども公園
- 希望丘東公園
- 八幡山はらっぱ広場
- 八幡山きすげ広場
- 八幡山こぶし広場
- 八幡山はなもも広場
- 八幡山かまのくち緑地

当地域に隣接する比較的規模の大きい公園としては、環八通りを挟んだ粕谷一丁目に蘆花恒春園、東京都道118号調布経堂停車場線を挟んだ船橋七丁目に希望丘公園がある。

### 警察・消防関連
当地域には警察・消防関連施設は所在しないが、赤堤通りを挟み松沢病院側に警視庁成城警察署八幡山駐在所がある（ただし、当地域を管轄とするのは同署船橋交番である）。
また、消防行政上、当地域を管轄とするのは東京消防庁成城消防署千歳出張所となる。

## その他

### 日本郵便
- 郵便番号 : 156-0056[2]（集配局 : 千歳郵便局[17]）。